# Juniorvärldsmästerskapen i simning
Juniorvärldsmästerskapen i simning är ett världsmästerskap i simning för juniorer som arrangerats av Internationella simförbundet sedan 2006.

## Upplagor
| Nr | År   | Ort                          | Datum                    | Grenar |
| -- | ---- | ---------------------------- | ------------------------ | ------ |
| 1  | 2006 | Rio de Janeiro, Brasilien    | 22–27 augusti            | 40     |
| 2  | 2008 | Monterrey, Mexiko            | 8–12 juli                | 40     |
| 3  | 2011 | Lima, Peru                   | 16–21 augusti            | 40     |
| 4  | 2013 | Dubai, Förenade arabemiraten | 26–31 augusti            | 42     |
| 5  | 2015 | Kallang, Singapore           | 25–30 augusti            | 42     |
| 6  | 2017 | Indianapolis, USA            | 23–28 augusti            | 42     |
| 7  | 2019 | Budapest, Ungern             | 20–25 augusti            | 42     |
| 8  | 2022 | Lima, Peru                   | 30 augusti – 4 september | 42     |
| 9  | 2023 | Netanya, Israel              | 4–9 september            | 42     |
| 10 | 2025 | Otopeni, Rumänien            | 19–24 augusti            |        |